# Um Won-sang
Um Won-sang (en coréen : 엄원상), né le 6 janvier 1999 à Gwangju en Corée du Sud, est un footballeur international sud-coréen évoluant au poste d'ailier droit au Ulsan Hyundai FC.

## Biographie

### Gwangju FC
Né à Gwangju en Corée du Sud, Um Won-sang commence sa carrière professionnelle avec le Gwangju FC, club de sa ville natale. En décembre 2018, il est annoncé que Won-sang intégrera l'équipe première la saison suivante. Il joue son premier match en professionnel le 3 mars 2019, alors que son club évolue en K League 2, lors d'une rencontre de championnat, face au Seoul E-Land FC. Il entre en jeu en cours de partie, et son équipe s'impose par deux buts à zéro. 
Son club est sacré champion de deuxième division en 2019, et se voit donc promu en K League 1. Pour son premier match dans l'élite du football sud-coréen, le 30 mai 2020 face au Ulsan Hyundai FC, Um Won-sang inscrit son premier but en première division, permettant à son équipe d'ouvrir le score. Mais les deux équipes se neutralisent ce jour-là (1-1). Le 1er août 2020, il réalise son premier doublé en première division, face à Incheon United. Ses deux buts contribuent à la victoire de son équipe par trois buts à un.

### Ulsan Hyundai FC
Le 18 février 2022, Um Won-sang s'engage en faveur du Ulsan Hyundai FC. Il vient notamment renforcer l'attaque après le départ de Lee Dong-jun au Hertha Berlin.
Il inscrit son premier but pour le club le 11 mars 2022, lors d'une rencontre de championnat face au FC Séoul. Titularisé, il marque le but égalisateur avant que son équipe s'impose par deux buts à un.
Avec ses douze buts et six passes décisives en trente-trois matchs lors de la saison 2022, Um Won-sang est l'un des grands artisans du sacre du Uslan Hyundai, le club remportant son troisième titre de champion de Corée du Sud cette année là.

### En sélection
Avec les moins de 19 ans, il participe au championnat d'Asie des moins de 19 ans en 2018. Lors de cette compétition organisée en Indonésie, il joue six matchs. Il officie comme capitaine de la sélection lors du dernier match de poule face au Viêt Nam. Il se met en évidence lors des demi-finales, en inscrivant un but et en délivrant une passe décisive contre le Qatar. La Corée du Sud s'incline en finale face à l'Arabie saoudite.
Um Won-sang se voit ensuite retenu en 2019 avec l'équipe de Corée du Sud des moins de 20 ans pour participer à la Coupe du monde des moins de 20 ans qui se déroule en Pologne. Sans être toujours titulaire, il joue les sept matchs de son équipe lors de ce tournoi. Les jeunes sud-coréens se hissent jusqu'en finale, en étant battus par l'Ukraine (3-1).
Par la suite, Um Won-sang est sélectionné avec les moins de 23 ans pour participer au championnat d'Asie des moins de 23 ans en 2020. Lors de cette compétition organisée en Thaïlande, il joue trois matchs. La Corée du Sud remporte le tournoi en battant en finale l'Arabie saoudite, après prolongation.
Le 14 novembre 2020, il figure pour la première fois sur le banc des remplaçants de l'équipe nationale A, mais sans entrer en jeu, lors d'une rencontre amicale face au Mexique (défaite 2-3). Trois jours plus tard, il reçoit finalement sa première sélection avec l'équipe de Corée du Sud, en entrant en jeu en fin de match contre le Qatar (victoire 1-2).

## Palmarès

### En club
Ulsan Hyundai FC
- K League 1 (1) :
  - Champion : 2022.

### En sélection
Corée du Sud -19 ans
- Championnat d'Asie -19 ans :
  - Finaliste : 2018.

 Corée du Sud -20 ans
- Coupe du monde -20 ans :
  - Finaliste : 2019.

 Corée du Sud -23 ans
- Championnat d'Asie -23 ans (1) :
  - Vainqueur : 2020.